# IOS 13
IOS 13 is de twaalfde grote update van het besturingssysteem iOS, ontworpen door het Amerikaanse bedrijf Apple Inc. Het besturingssysteem is de opvolger van iOS 12 en werd aangekondigd tijdens het Worldwide Developers Conference (WWDC) op 3 juni 2019, een conferentie die jaarlijks wordt georganiseerd door het bedrijf. Op 19 september 2019 werd iOS 13 vrijgegeven als update voor iedereen met een compatibel toestel en op 24 september 2019 werd iOS 13.1 vrijgegeven nadat de datum naar voren was geschoven. Deze update stond eerder gepland op 30 september 2019.

## Nieuwe functies

### Interface

#### Donkere modus
Een systeembrede donkere modus zal in het besturingssysteem geïntegreerd zijn, waardoor de gehele interface van iOS en iPadOS en de standaardapplicaties kunnen worden voorzien van een donker-kleurenschema. Daarnaast is er ook ondersteuning om dit toe te passen in apps van derde partijen als zij dit ondersteunen. De modus kan handmatig worden bediend via het bedieningscentrum of op automatisch gezet worden in de instellingen, waardoor het zichzelf uit- en aanschakelt op basis van het moment op de dag.

#### Siri
Siri gebruikt vanaf nu een softwarematig gegenereerde stem, dat ook wel Neural TSS wordt genoemd, in plaats van het gebruiken van korte opnames ingesproken door mensen. Hierdoor komt Siri's stem natuurlijker over. Daarnaast wordt Siri functioneler en komt er een nieuw sound control beschikbaar. De app Opdrachten, die nauw samenwerkt met Siri, is nu standaard geïnstalleerd, en wordt verder geïntegreerd. Siri zal op de HomePods verschillende eigenaren binnen een gezin aan hun stem kunnen herkennen, en daarop de aanbevelingen aanpassen. Daarnaast wordt het mogelijk om via de AirPods op berichten die automatisch worden voorgelezen door Siri, te reageren.

#### Toetsenbord
Het virtuele QuickType-toetsenbord beschikt nu over de functie QuickPath, die de gebruikers in staat stelt om door middel van swipende vingerbewegingen over het toetsenbord woorden en zinnen te vormen. Deze functie was voorheen alleen beschikbaar via third-party-toetsenborden zoals SwiftKey en Gboard. Tevens zijn er emojistickers toegevoegd, die vanuit het emoji-toetsenbord geplaatst kunnen worden, overal waar normale emoji ook kunnen.
QuickPath wordt nog niet ondersteund voor het Nederlands in iOS 13. Wel is er ondersteuning voor de voorspellende functie van QuickType toegevoegd voor in het Nederlands.

#### Tekstbewerking
Een nieuwe vorm van bediening voor knippen, kopiëren, plakken, terugdraaien (undo) en ongedaan maken (redo) wordt systeembreed in de interface geïntegreerd. Een swipe met drie vingers naar links zal de laatste bewerking terugdraaien, een swipe met drie vingers naar rechts of beneden zal de handeling weer ongedaan maken. Het spreiden van drie vingers op het scherm voert de bewerking plakken uit. Een drievingerige eenmalige te tikken op het scherm brengt een menu naar voren met de vijf verschillende bewerkingen.
Daarnaast kan de blauwe cursor nu over het hele scherm worden verplaats door het ingedrukt te houden tijdens het slepen ervan. Ook is het mogelijk door dubbel te tikken een woord te selecteren, driemaal te tikken selecteert een zin en viermaal tikken selecteert de gehele paragraaf.

#### Sign in with Apple
Een nieuwe manier van inloggen wordt geïmplementeerd. Deze nieuwe manier zal te herkennen zijn aan een Sign in with Apple-knop. Dit stelt gebruikers in staat om een account aan te maken bij third-party-diensten, met zo min mogelijk informatie waar persoonsgegevens van kunnen worden afgeleid . Het enige wat de dienst aan de andere kant te zien kan krijgen is een computergegenereerd e-mailadres. Dit proces vergroot de privacy en anonimiteit, en verkleint de hoeveelheid informatie die kan geassocieerd worden met een enkel e-mailadres. Daarnaast moeten alle applicaties die third-party-loginservices ondersteunen zoals Facebook en Google, ook het nieuwe Sign in with Apple ondersteunen.

#### Prestatie
Er zijn een aantal verbeteringen doorgevoerd die de prestatie zullen tegemoet komen. Zo ontgrendelt Face ID op de iPhone X, XS / XS Max en iPhone XR zo'n 30% sneller dan in iOS 12. Door een nieuwe techniek toe te passen zullen downloads van applicaties 50% kleiner zijn, en updates zullen 60% kleiner zijn van formaat, waardoor deze minder data en tijd in beslag nemen.

#### Andere wijzigingen
- De versie van iOS beschikbaar voor iPads werd veranderd in iPadOS.
- Officiële ondersteuning voor de Sony DualShock 4 en de Microsoft Xbox One-controller
- Ondersteuning voor het draadloos delen van je Muziek door middel van AirPods en sommige Beats Electronics-koptelefoons
- Een nieuwe multi-select-feature is beschikbaar in de ondersteunende applicaties zoals Mail en Bestanden, waarbij meerdere bestanden en mails snel kunnen worden geselecteerd door het slepen van je vingers over de gewenste voorwerpen.
- Het volume-icoontje verschijnt niet langer centraal in het midden in beeld. In plaats daarvan verschijnt er eerst een brede balk boven in het scherm, die na een aantal seconden een smalle balk vormt boven in het scherm. Het is ook mogelijk om door middel van deze balk het volume te bepalen.

### Apps
- Berichten & Memoji: vanaf nu kunnen er gebruikersprofielen gemaakt worden en kunnen Memoji gebruikt worden als profielafbeelding in iMessage. Alle iOS-toestellen met een A9-processor of nieuwer kunnen nu zelf hun Memoji maken. Tevens kunnen de Memoji en Animoji als een sticker in iMessage en andere apps worden gebruikt via het emoji-toetsenbord.
- Maps: Maps is op de schop gegaan en heeft een vernieuwde gebruikersinterface, waardoor er gedetailleerde kaarten mogelijk zijn. Ook is de functie Look Around toegevoegd, een toepassing waarmee een straatbeeld wordt getoond, vergelijkbaar met Google Street View.
- Herinneringen is vernieuwd en vanaf de grond op nieuw opgebouwd, met nieuwe mogelijkheden. Zo is er de optie om in te stellen wanneer een reminder afgeleverd dient te worden en de mogelijkheid om contacten te taggen in herinneringen, zodat deze bijvoorbeeld verschijnen wanneer de gebruiker met diegene chat in Berichten.
- Foto's: de Foto's-app beschikt ook over een vernieuwde gebruikersinterface en maakt nu onder andere gebruik van machine learning om automatisch een warboel aan foto's op te ruimen, door bijvoorbeeld dubbele foto's en screenshots te verbergen.
- Zoek mijn: De apps Zoek mijn iPhone en Zoek mijn vrienden zijn samengevoegd tot Zoek mijn en is standaard ingebouwd vanaf iOS 13.

## Updates

### iOS 13.1
Terwijl iOS 13 nog in zijn bètaversie was gaf Apple op 21 augustus de eerste bèta voor 13.1 vrij. Deze release is opmerkelijk, omdat Apple nog nooit eerder een volgende update heeft vrijgegeven als bèta terwijl er nog een lopende bèta van een nieuwe hoofdserie van iOS loopt.
Op 24 september werd de update naar iOS 13.1 vrijgegeven. Drie dagen later op 27 september 2019 bracht Apple iOS 13.1.1 uit. Op 30 september 2019 werd iOS 13.1.2 uitgebracht, beide dienen als bugfix. Op 15 oktober bracht Apple opnieuw een bugfix-update 13.1.3. Deze update zal onder andere problemen met de verbinding tussen de Apple Watch, en bluetooth-verbindingen met accessoires moeten oplossen.
De update naar 13.1 brengt de volgende functies met zich mee.
- Aankomsttijd delen in maps
- Shortcut Automations
- Nieuwe bewegende HomeKit-icoontjes
- Tweaks in volumemelding
- Nieuwe dynamische wallpapers
- Verbeterde muis-ondersteuning
- Overige kleine verbeteringen
  - HEVC-video-encoding
  - TestFlight-indicatie
  - Licht aangepaste Persoonlijke Hotspot-instellingen
  - Vernieuwde icoontjes Batterij-widget
  - Lettertypen
  - Aanpassingen in de Apple Watch-app

### iOS 13.2
Op 1 oktober is Apple begonnen met het bètatesten van iOS 13.2. In deze versie worden technieken getest die zijn uitgesteld bij de release van iOS 13. Voor zover bekend wordt de Deep Fusion-techniek getest. Deze techniek bedoeld voor de iPhone 11 en iPhone 11 Pro & 11 Pro Max combineert de input van de drie verschillende cameralenzen tot het optimale beeld. Op 28 oktober kwam iOS 13.2 beschikbaar. Op 7 november 2019 kwam iOS 13.2.2 beschikbaar nadat iOS 13.2.1 op 30 oktober enkel voor de HomePod beschikbaar kwam. Op 18 november kwam iOS 13.2.3 beschikbaar, deze versie lost hoofdzakelijk problemen op die sommige gebruikers ondervonden met de mail-app.

### iOS 13.3
Op 10 december 2019 heeft Apple iOS 13.3 uitgebracht voor het grote publiek. Deze update bevat verbeteringen en probleemoplossingen, daarnaast zijn in deze update ook aanvullende mogelijkheden voor Ouderlijk Toezicht toegevoegd. Met deze aanvulling kan de gebruiker onder andere aan kinderen een limiet stellen aan het aantal minuten contact met een bepaald persoon, en bepalen dat de kinderen niet meer bereikbaar zijn na 20 uur 's avonds, met uitzonderingen van noodoproepen door nader bepaalde contactpersonen. Op 28 januari 2020 werd iOS 13.3.1 uitgebracht. Deze update biedt een nieuwe optie om locatiebepaling via het netwerk en draadloze verbindingen, zoals wifi en bluetooth, uit te schakelen. Met deze optie wordt tevens de functionaliteit van de U1-chip, die sinds de iPhone 11 Pro in de iPhone is ingebouwd, volledig uitgeschakeld.

### iOS 13.4
Deze update introduceerde het delen van mappen in iCloud Drive en loste diverse fouten op.

### iOS 13.5
In deze update voegde Apple de mogelijkheid toe voor betere coronatracking. Een aantal overheden begon sinds het uitbreken van de coronapandemie met het ontwikkelen van applicaties die helpen bij het opsporen van infecties met COVID-19. Apple sprong samen met Google hierop in door samen een standaard te ontwikkelen voor hun beide besturingssystemen. In iOS is het zo mogelijk dat geaccepteerde applicaties gebruik kunnen maken van bluetooth op de achtergrond. Alleen overheden mogen zo'n app indienen en maximaal één per staat.

### iOS 13.6
Deze update bevatte Apple News+ en loste diverse fouten op.

### iOS 13.7
Er werden verbeteringen aan de API voor blootstellingsmeldingen doorgevoerd en er werd ondersteuning toegevoegd voor meldingen zonder dat hier een specifieke app voor geïnstalleerd hoeft te zijn.

## Beschikbaarheid
IOS 13 werd beschikbaar voor een groot aantal toestellen, waaronder alle toestellen met een Apple A9-chip of nieuwer en toestellen met meer dan 1 GB aan RAM. Deze iOS-versie is de eerste die toestellen met een 32 bit-processor niet langer ondersteunt. Zo zijn de toestellen die niet langer zullen worden ondersteund door iOS 13 de iPhone 5s, iPhone 6 en 6 Plus en de zesde generatie iPod touch.
Om verder te kunnen differentiëren qua functies tussen de iPhones en iPads, is iOS 13 specifiek voor de iPhone en iPod Touch en heeft Apple het platform voor zijn tablet rebranded met zijn eigen besturingsysteem, iPadOS.

### iPhone
- iPhone 6s (Plus)
- iPhone SE
- iPhone 7 (Plus)
- iPhone 8 (Plus)
- iPhone X
- iPhone Xs (Max)
- iPhone XR
- iPhone 11 (Pro en Pro Max)

### iPod Touch
- iPod Touch (7de generatie)